# Melitaea gina
Melitaea gina är en fjärilsart som beskrevs av Higgins 1941. Melitaea gina ingår i släktet Melitaea och familjen praktfjärilar. Inga underarter finns listade i Catalogue of Life.